# Cartodere subcostetta
Cartodere subcostetta is een keversoort uit de familie schimmelkevers (Latridiidae). De wetenschappelijke naam van de soort werd in 1915 gepubliceerd door Edmund Reitter.